# Thomas J. Barr

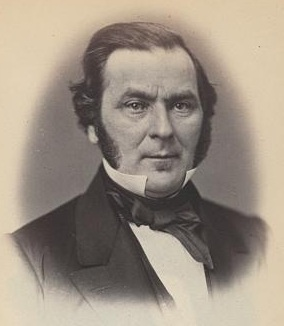
Thomas J. Barr, 1859

Thomas Jefferson Barr (* 1812 in New York City; † 27. März 1881 ebenda) war ein US-amerikanischer Politiker. Zwischen 1859 und 1861 vertrat er den Bundesstaat New York im US-Repräsentantenhaus.

## Werdegang
Thomas Jefferson Barr wurde im Jahr des Ausbruchs des Britisch-Amerikanischen Krieges in New York City geboren und wuchs dort auf. In dieser Zeit besuchte er öffentliche Schulen. 1835 zog er nach Scotch Plains (New Jersey), wo er ein Roadhouse führte. Er kehrte 1842 nach New York City zurück. Als stellvertretender Alderman war er in den Jahren 1849 und 1850 im sechsten Bezirk tätig und als Alderman in den Jahren 1852 und 1853. Dann saß er in den Jahren 1854 und 1855 im Senat von New York.
Am 6. Januar 1859 wurde er als unabhängiger Demokrat im vierten Wahlbezirk von New York in das US-Repräsentantenhaus in Washington, D.C. gewählt, um dort die Vakanz zu füllen, die durch den Rücktritt von John Kelly entstand. Er wurde dann für eine volle Amtszeit in den 36. Kongress gewählt. Da er auf eine erneute Kandidatur im Jahr 1860 verzichtete, schied er nach dem 3. März 1861 aus dem Kongress aus.
Ungefähr einen Monat später brach der Bürgerkrieg aus. 1870 wurde er zum Polizeikommissar in New York City ernannt, eine Stellung, die er bis 1873 innehatte, als die Polizeibehörde abgeschafft wurde. Danach arbeitete er im Zollamt (customhouse). Er verstarb am 27. März 1881 in New York City und wurde dann auf dem Calvary Cemetery auf Long Island beigesetzt.